# Sturmia micronychia
Sturmia micronychia là một loài ruồi trong họ Tachinidae.